# 延斯·施泰尼根
延斯·施泰尼根（德語：Jens Steinigen，1966年9月2日—），德国男子冬季两项运动员。他曾代表德国参加1992年和1994年冬季奥林匹克运动会冬季两项比赛，其中1992年冬季奥运会获得一枚金牌。